# Опольниця
Опольниця (пол. Opolnica) — село в Польщі, у гміні Бардо Зомбковицького повіту Нижньосілезького воєводства.
Населення — 392 особи (2011).
У 1975-1998 роках село належало до Валбжиського воєводства.

## Демографія
Демографічна структура станом на 31 березня 2011 року:
|          | Загалом | Допрацездатний вік | Працездатний вік | Постпрацездатний вік |
| -------- | ------- | ------------------ | ---------------- | -------------------- |
| Чоловіки | 206     | 40                 | 147              | 19                   |
| Жінки    | 186     | 19                 | 123              | 44                   |
| Разом    | 392     | 59                 | 270              | 63                   |